# Bambusa burmanica
Bambusa burmanica är en gräsart som beskrevs av James Sykes Gamble. Bambusa burmanica ingår i släktet Bambusa och familjen gräs. Inga underarter finns listade i Catalogue of Life.